# National Wilderness Preservation System

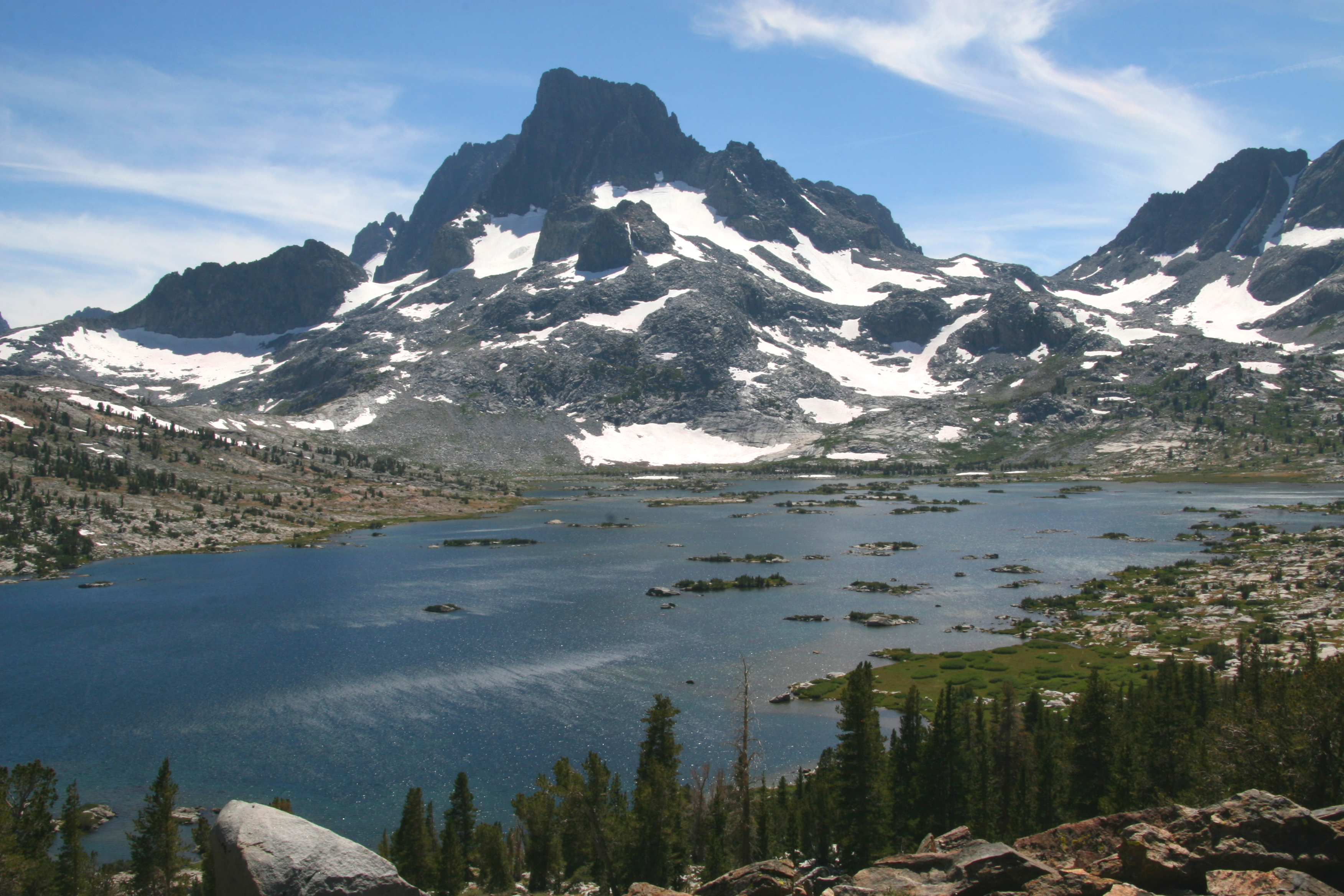
De Wilderness Act beschermt uitzonderlijk onverstoorde natuurgebieden, zoals hier in de Ansel Adams Wilderness in de Californische Sierra Nevada.

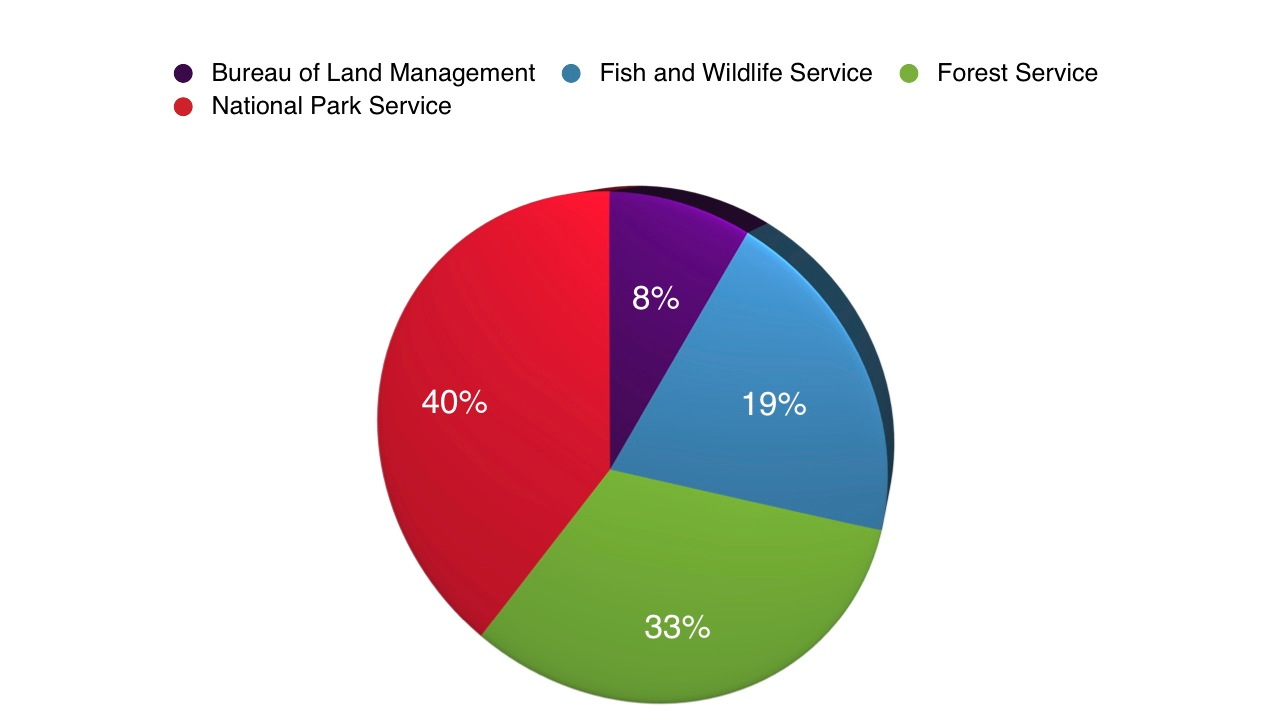
Taartdiagram dat aangeeft welk percentage van de wildernisgebieden beheerd wordt door elk van de vier verantwoordelijke overheidsagentschappen.

Het National Wilderness Preservation System (NWPS) is een netwerk van wildernisgebieden in de Verenigde Staten die beschermd worden om ze in hun oorspronkelijke en wilde staat te bewaren. Vier federale overheidsagentschappen zijn bevoegd met het beheer van de wildernisgebieden (wilderness areas) in het NWPS: de National Park Service, de United States Forest Service, de United States Fish and Wildlife Service en het Bureau of Land Management. Activiteiten in de aangewezen wildernisgebieden worden gecoördineerd door het National Wilderness Preservation System.
De term wildernis wordt in de Wilderness Act van 1964 gedefinieerd als een gebied waar de natuur onaangeroerd en onbeïnvloed is door de mens en waar de mens hooguit een bezoeker is die er niet blijft. Het gaat om grote stukken land in de handen van de overheid die beschermd en beheerd worden met het oog op het in stand houden van de oorspronkelijke en natuurlijke aard van het landschap en de levensvormen erin. Voor de wilderniservaring is het, volgens de Wilderness Act, belangrijk dat menselijke invloeden minimaal opvallen en dat wildernisgebieden de mens de kans bieden om alleen te zijn en aan een primitieve vorm van recreatie te doen. 

A wilderness, in contrast with those areas where man and his own works dominate the landscape, is hereby recognized as an area where the earth and community of life are untrammeled by man, where man himself is a visitor who does not remain.
— Wilderness Act, 1964

## Wildernisgebieden
Er zijn tegenwoordig 756 federaal erkende en beschermde wildernisgebieden. Samen beslaan ze 443.045,55 km² land, wat meer is dan de oppervlakte van de staat Californië. Bijna de helft van al het wildernisgebied bevindt zich in de staat Alaska. De vijf grootste wildernisgebieden liggen bovendien allemaal in Alaska. De Wrangell – Saint Elias Wilderness, die deel uitmaakt van het Wrangell–St. Elias National Park and Preserve, is met zijn 3.674.009 hectare het grootste Amerikaanse wildernisgebied. (Dat is een gebied bijna ter grootte van Nederland.) Het grootste wildernisgebied buiten Alaska is de Death Valley Wilderness in Californië en Nevada.